# Derzelas
Derzelas (Darzalas) was in de Thracische mythologie een chtonische god
van de gezondheid en geestelijke vitaliteit. Andere benamingen voor deze god waren Gebeleizis of Derzis. Hij werd ook met het epitheton 'Grote God' of 'Thracische Ridder' aangeduid. Door Herodotus wordt hij vermeld als de stormgod van de Thraciërs die in de Balkan leefden.
Soms wordt Gebeleizis ook in een adem met Zalmoxis genoemd.
Darzalas was vanaf de 4e eeuw v.Chr. de Grote God van het Hellenistische Odessos (tegenwoordige Varna) die veelvuldig op munten werd afgebeeld. Er bestonden talloze terracotta beeldjes van hem en zelfs een zeldzaam beeldje in lood uit de 4e eeuw v.Chr. dat in de stad is gevonden. Er was een tempel aan Darzelas gewijd met een groot cultusbeeld en er werden spelen te zijner ere gehouden in 238 v.Chr. de zogenaamde Darzaleia, die mogelijk nog zijn bijgewoond door Gordianus III.
Darzalas staat vaak afgebeeld in een himation (een licht overkleed vergelijkbaar met de latere Romeinse toga) terwijl hij cornucopiae in de hand houdt, en met altaren aan zijn zijde.
In de 3e eeuw v.Chr. stond een tempel aan hem gewijd in Histria, een Griekse kolonie aan de Zwarte Zeekust. Darzelas was de hoofdgod van de Daciërs gedurende het leven van Burebista's hogepriester Deceneus, die ten slotte koning werd. Derzelas en de oude hoofdgod van de Daciërs Zalmoxis werden uiteindelijk tot een enkele godheid samengevoegd.